# Reconquista (Argentina)
Reconquista er by i provinsen Santa Fe i Argentina med ca. 73.293 (2010) indbyggere. Reconquista ligger nær udløbet af floden Rio Paraná.

## Personer fra Reconquista
- Den verdensberømte fodboldspiller Gabriel Batistuta blev født i denne by.